# Letheobia pembana
Espèce
Statut de conservation UICN

 DD  : Données insuffisantes
Letheobia pembana est une espèce de serpents de la famille des Typhlopidae.

## Répartition
Cette espèce est endémique de l'île de Pemba dans l'archipel de Zanzibar en Tanzanie.

## Étymologie
Son nom d'espèce lui a été donné en référence au lieu de sa découverte, l'île de Pemba.

## Publication originale
- Broadley & Wallach, 2007 : A review of East and Central African species of Letheobia Cope, revived from the synonymy of RhinotyphlopsFitzinger, with descriptions of five new species (Serpentes: Typhlopidae). Zootaxa, no 1515, p. 31–68.